# تيمو ريوس
تيمو ريوس (بالألمانية: Timo Reus)‏ (2 مايو 1974 بلار في ألمانيا - ) هو لاعب كرة قدم ألماني في مركز حراسة المرمى. لعب مع روت فايس آهلن ونادي آلن ونادي سانت باولي ونادي فرايبورغ وOffenburger FV ‏ وSV Linx ‏.

## وصلات خارجية
- تيمو ريوس على موقع قاعدة بيانات كرة القدم.إي يو (الإنجليزية)
- تيمو ريوس على موقع بيانات كرة القدم. دي إي (الألمانية)
- تيمو ريوس على موقع عالم كرة القدم.نت (الإنجليزية)